# Linn Jørum Sulland
Linn Jørum Sulland (Oslo, 15 luglio 1984) è una pallamanista norvegese, terzino destro del Vipers Kristiansand e della nazionale norvegese.
Con la maglia della nazionale ha vinto l'oro olimpico ai Giochi di Londra 2012.

## Palmarès

### Club
- EHF Champions League: 1

Larvik: 2010-2011
- Campionato norvegese: 8

Larvik: 2010, 2011, 2012, 2013, 2014, 2015
Vipers Kristiansand: 2018, 2019
- Coppa di Norvegia: 6

Larvik: 2010, 2012, 2013, 2014
Vipers Kristiansand: 2018, 2019
- Campionato ungherese: 1

Győri ETO: 2015-2016

### Nazionale
- Oro olimpico: 1

Londra 2012
- Campionato mondiale

 Oro: Brasile 2011
 Oro: Danimarca 2015
 Argento: Francia 2007
- Campionato europeo

 Oro: Macedonia 2008
 Oro: Danimarca-Norvegia 2010
 Argento: Serbia 2012

### Individuale
- Migliore marcatrice alla EHF Champions League: 1

2018-2019